# Carlo Tommaso Maillard de Tournon
Carlo Tommaso Maillard de Tournon, in lingua cinese 多樂 (Duō lè) (Torino, 21 dicembre 1668 – Macao, 8 giugno 1710), è stato un cardinale e patriarca cattolico italiano.
Fu legato pontificio per l'India e la Cina.

## Biografia
Nato da nobile famiglia a Torino il 21 dicembre 1668, dopo la laurea in teologia (28 agosto 1688) presso l'Università di Nizza (Savoia) ed in diritto canonico e civile (23 gennaio 1690), fu ordinato presbitero il 12 giugno 1695.

Si trasferì quindi a Roma, ove figura tra i fondatori dell'Accademia dell'Arcadia nel 1690.
In questo periodo fu anche uditore e rappresentante in Roma del cardinale Baldassarre Cenci, divenuto arcivescovo di Fermo.
A Roma guadagnò la stima di Clemente XI, che il 5 dicembre 1701 lo nominò legato a latere per l'India e la Cina.
Il 27 dicembre 1701 Tournon fu consacrato vescovo dal papa nella Basilica Vaticana, con il titolo di Patriarca di Antiochia.

### La missione in India e in Cina
Scopo di questa legazione era ristabilire l'armonia tra i missionari e provvedere ai bisogni di queste missioni, riferire alla Santa Sede sulla situazione generale delle missioni cattoliche, nonché istituire un Superiore di tutti i missionari; ma soprattutto era quello di pubblicare le decisioni della Santa Sede in materia di riti cinesi, ufficializzate nel decreto Cum Deus Optimus del 20 novembre 1704, e di farle rispettare dai missionari di Cina.
Questi riti consistevano essenzialmente: nella partecipazione alle cerimonie periodiche di omaggio a Confucio; in certe modalità del culto degli antenati; nell'uso dei termini cinesi Tiān (Cielo) e Shàngdi (Signore supremo), per indicare il Dio dei cristiani, generalmente indicato con il termine Tiānzhu.
La Santa Sede era contraria a tollerare che i cinesi convertiti al cristianesimo continuassero a partecipare a quei riti.
India e riti malabarici
Il legato s'imbarcò sulla nave francese Maurepas il 9 febbraio 1703, arrivando nel Pondichery (all'epoca colonia francese) il 6 novembre dello stesso anno. Trovando i missionari divisi intorno alla liceità di alcune pratiche para-religiose tradizionalmente in uso nella regione, chiamate convenzionalmente "Riti malabarici", il 23 giugno 1704 Tournon emanò un decreto con il quale vietò ai missionari ogni forma di sincretismo religioso. Il decreto proibì tra l'altro ai missionari di celebrare matrimoni tra bambini, pratica molto seguita in India ma contraria alla morale cristiana. L'editto fu pubblicato il 14 luglio.
Cina e riti cinesi
L'11 luglio 1704 partì dal Pondicherry per la Cina, facendo sosta a Manila, nelle isole Filippine. Arrivò a Macao (colonia portoghese) il 2 aprile 1705 e a Pechino il 4 dicembre successivo. L'imperatore Kangxi in un primo momento lo accolse benevolmente ma, dopo alcune udienze, si rese conto che Tournon era venuto per nominare o divenire egli stesso superiore dei missionari in Cina, con lo scopo di far rispettare i decreti papali in materia di "riti cinesi". Le loro relazioni si raffreddarono e la legazione si avviò verso il fallimento. A dicembre 1706 Kangxi emise un decreto per imporre a tutti i missionari un'autorizzazione imperiale ("Piao") per poter rimanere in Cina e praticare la religione cristiana, pena l'espulsione immediata.

### Conclusione della missione
La missione si avviò rapidamente all'insuccesso, essenzialmente per due ordini di motivi:
- i numerosi ostacoli frapposti dai Gesuiti di corte, che si opponevano alla nomina di un "controllore" esterno della loro missione, e che al limite pretendevano che tale compito fosse assunto dal portoghese Tomas Pereira, all'epoca superiore della missione gesuitica;
- il rifiuto dell'imperatore di proseguire nel dialogo.

Tournon si risolse quindi a prendere la strada del ritorno.
Nel viaggio da Pechino a Canton, il Patriarca emise a Nanchino un decreto (25 gennaio 1707) che dava indicazioni ai missionari sul comportamento da tenere nei confronti del decreto imperiale del dicembre precedente e, sotto pena di scomunica latae sententiae, imponeva loro di non praticare i riti cinesi. I Gesuiti opposero diversi appelli contro tale misura. In conseguenza di ciò, l'imperatore dispose la definitiva espulsione di Tournon a Macao, dove fu messo agli "arresti domiciliari" dai portoghesi che governavano la città.

### Morte e sepoltura
Tournon, dopo che nel gennaio 1710 era stato raggiunto da alcuni missionari (Gennaro Amodei, Giuseppe Cerù, Guglielmo Fabre-Bonjour, Teodorico Pedrini, Domenico Perroni e Matteo Ripa) che gli portavano la nomina cardinalizia decisa dal Concistoro del 1º agosto 1707, morì, ancora in regime di restrizione di libertà, l'8 giugno 1710.
Fu sepolto a Macao, ma la sua salma fu riportata a Roma dal secondo legato papale Carlo Ambrogio Mezzabarba, per essere collocata nella chiesa di Propaganda Fide (la Chiesa dei Re Magi), il 27 settembre 1723, ove si trova ancora una grande lapide in ricordo del Patriarca. A Torino, nella chiesa di Sant'Agostino, gli è stato dedicato un mausoleo, opera del Tantardini.
La notizia della morte di Tournon provocò una forte impressione a Roma: Clemente XI lo elogiò in pubblico ed in privato per il suo coraggio e per la fedeltà alla Chiesa.
La Santa Inquisizione emise un decreto (25 settembre 1710) che rigettava i ricorsi, confermava gli atti del legato e condannava ancora una volta i riti cinesi.
Molti anni dopo la morte del cardinale Tournon fu pubblicata una corposa raccolta di tutti gli scritti, suoi e dei missionari che collaborarono con lui nel corso della Legazione. La pubblicazione dell'opera Memorie Storiche, in otto volumetti, fu curata dal cardinale Passionei nel 1761 ed ebbe un notevole ruolo nel contesto delle polemiche anti-gesuitiche che prepararono il terreno per la chiusura della Compagnia, avvenuta nel 1773.

## Genealogia episcopale e successione apostolica
La genealogia episcopale è:
- Cardinale Scipione Rebiba
- Cardinale Giulio Antonio Santori
- Cardinale Girolamo Bernerio, O.P.
- Arcivescovo Galeazzo Sanvitale
- Cardinale Ludovico Ludovisi
- Cardinale Luigi Caetani
- Cardinale Ulderico Carpegna
- Cardinale Paluzzo Paluzzi Altieri degli Albertoni
- Cardinale Flavio Chigi
- Cardinale Emmanuel Théodose de La Tour d'Auvergne
- Papa Clemente XI
- Cardinale Carlo Tommaso Maillard de Tournon

La successione apostolica è:
- Vescovo Claude Visdelou, S.I. (1709)